# Mateusz Żukowski
Mateusz Żukowski, né le 23 novembre 2001 à Lębork en Pologne, est un footballeur polonais qui évolue au poste d'arrière droit au Śląsk Wrocław.

## Biographie

### Carrière en club
Né à Lębork en Pologne, Mateusz Żukowski est formé par le club de sa ville natale, le Pogoń Lębork avant de rejoindre le Lechia Gdańsk. C'est avec ce club qu'il fait ses débuts en professionnel, le 16 décembre 2017, lors d'une rencontre d'Ekstraklasa face au Sandecja Nowy Sącz. Il entre en jeu à la place de Flávio Paixão et les deux équipes se neutralisent (2-2).
Le 27 août 2019, il est prêté au Chojniczanka Chojnice afin de gagner en temps de jeu, en deuxième division polonaise.
Żukowski fait ensuite son retour au Lechia Gdańsk, et alors qu'il était jusqu'ici utilisé au poste d'ailier gauche, où il a été formé, Żukowski est reconverti arrière droit en 2021.
Le 14 août 2021, Żukowski inscrit son premier but en professionnel avec le Lechia Gdańsk lors d'une rencontre de championnat face au KS Cracovie. Titulaire, il participe ce jour-là à la victoire de son équipe par trois buts à zéro et se montre à son avantage en étant l'un des joueurs les plus en vue de la rencontre.
Le 31 janvier 2022, dernier jour du mercato hivernal, Mateusz Żukowski s'engage en faveur du Glasgow Rangers pour un contrat de trois ans et demi.
Mateusz Żukowski signe au Śląsk Wrocław le 28 juin 2023. Il s'engage pour un contrat d'une saison avec une option pour deux saisons supplémentaires.
Le 10 mai 2024, Żukowski inscrit son premier but pour le Śląsk Wrocław, face au KS Cracovie, en championnat. Entré en jeu à la place d'Erik Expósito (en), il participe à la victoire de son équipe par quatre buts à zéro.

### En sélection
Il compte six sélections avec les moins de 19 ans, toutes obtenues en 2019.
Le 3 septembre 2021, Mateusz Żukowski fête sa première sélection avec l'équipe de Pologne espoirs face à la Lettonie. Il est titulaire et son équipe s'impose par deux buts à un,.